# 2374 Vladvysotskij
2374 Vladvysotskij là một tiểu hành tinh vành đai chính với chu kỳ quỹ đạo là 1987.8442221 ngày (5.44 năm).
Nó được phát hiện ngày 22 tháng 8 năm 1974 bởi Lyudmila Zhuravleva.